# 延斯·米勒
延斯·米勒（德語：Jens Müller，1965年7月6日—），德国男子雪橇运动员。他曾代表东德和德国参加1988年、1992年、1994年和1998年冬季奥林匹克运动会雪橇比赛，获得一枚金牌和一枚铜牌。